# NGC 2953
NGC 2953 é uma estrela na direção da constelação de Leo. O objeto foi descoberto pelo astrônomo John Herschel em 1836, usando um telescópio refletor com abertura de 18,6 polegadas. 